# Fat Albert und die Cosby Kids
Fat Albert und die Cosby Kids (Fat Albert and the Cosby Kids) ist eine Animationsserie, die von dem Komiker Bill Cosby entwickelt und produziert wurde und durch die er (in Realfilm-Rahmenerzählungen) als Gastgeber führt. Außerdem leiht er einer Reihe von Charakteren, inklusive des namensgebenden Fat Albert, seine Stimme. Die Serie wurde von Filmation produziert. 1972 erfolgte die Erstausstrahlung, 1985 wurde die Sendung eingestellt. Die Show basierte auf Bill Cosbys Erinnerungen an seine eigene Kindheit. Hauptfiguren sind der liebenswerte und übergewichtige Albert mit seinem markanten Ausruf „Hey hey hey!“ und seine Freunde.
Fat Albert richtete sich hauptsächlich an afroamerikanische Jugendliche aus Familien mit niedrigem Einkommen, einer Zielgruppe die zuvor vom Samstagmorgenprogramm weitgehend ignoriert wurde. Die Sendung hatte jedoch einen Einfluss auf Kinder in den Vereinigten Staaten, unabhängig von ihrer Rasse. Außerdem enthielt die Sendung Bildungselemente, die durch die Einspieler von Bill Cosby hervorgehoben wurden. Die Bande trifft sich stets auf einem Schrottplatz in Nord-Philadelphia und spielt dort auf ihren selbstgebauten Instrumenten. Die Cosby Kids waren trotz ihrer Armut optimistisch und lernwillig.

## Geschichte
Die Figur Fat Albert tauchte erstmals in Cosbys Stand-up-Comedy-Format „Buck Buck“ auf, das 1967 auf dem Album Revenge erschien. Die Geschichten basierten auf Cosbys Erzählungen von seiner Kindheit in der Kernstadt von Nord-Philadelphia. 1969 brachte Cosby zusammen mit Ken Mundie Fat Albert animiert mit dem Primetimespecial Hey, Hey, Hey, It's Fat Albert ins Fernsehen.
Das auf NBC ausgestrahlte Special war eine Mischung aus Live-Action und Animation. Die Musik wurde vom Jazz-Pianisten Herbie Hancock 1969 komponiert und auch von ihm gespielt und wurde auf dem Album
Fat Albert Rotunda bei der Warner Music Group veröffentlicht. Für den animierten Teil des Specials war es erforderlich, für jeden Charakter ein eigenes Erscheinungsbild zu entwickeln. Dafür setzte Ken Mundie auf den Animator Amby Paliwoda, der zuvor für Disney tätig war. Paliwoda gestaltete nicht nur die einzelnen Charaktere, sondern fertigte auch ein „Gruppenbild“ an, das möglicherweise kurz vor der Ausstrahlung der Sendung auf dem Titelblatt der Zeitschrift TV Guide verwendet wurde.
Die Produzenten baten NBC, Fat Albert am Samstagmorgen zu senden, was die Programmverantwortlichen ablehnten, da die Sendung zu lehrreich sei. Zusammen mit einem neuen Produktionsunternehmen, Filmation Associates, brachte Bill Cosby die Sendung zu CBS. Die Bilder der Charaktere der Fat-Albert-Gang wurden von Randy Hollar zusammen mit Disney-Animator Michelle McKinney unter Leitung von Ken Brown entworfen.
Die Erstausstrahlung von Fat Albert and the Cosby Kids erfolgte am 9. September 1972 auf CBS. Die Produktion erstreckte sich über zwölf Jahre, war jedoch nicht kontinuierlich. Eine weitere Staffel wurde zunächst via Syndication veröffentlicht (1984–85). Außerdem wurden drei Primetime-Ferienspecials zu Halloween, Weihnachten und Ostern produziert. Wie bei den meisten Samstagmorgen-Cartoons der damaligen Zeit gab es bei Fat Albert and the Cosby Kids Lacher von Erwachsenen aus der Lachkonserve, die jedoch in der letzten Staffel entfielen. Wiederholungen erfolgten Samstagmorgens bei NBC und 1989 bei USA Network.
Am 15. Januar 2013 veröffentlichte Bill Cosby bei Facebook folgendes Statement: „Ich sage Ihnen, es sind Leute bei der Arbeit, die, glaube ich, Fat Albert wieder in Gang bringen werden. Und es wird von allen kommenden Generationen geliebt werden“ mit dem Hinweis, dass die Sendung in Zukunft zurückkehren könnte. Seither gab es hierzu jedoch keine neuen Ankündigungen.

## Figuren

### Die Cosby Kids
- Fat Albert (Stimme: Bill Cosby; Gesang: Michael Gray)[9] basiert auf Cosbys Kindheitsfreund Albert Robertson. Er ist die Hauptfigur der Serie und das Gewissen der Bande. Obwohl er übergewichtig ist, ist er sportlich und treibt gerne Sport. Er trägt immer ein rotes Hemd und eine blaue Hose. Der staatsbürgerliche Fat Albert ist weiser, als in seinem Alter üblich und arbeitet daran, die Integrität der Bande aufrechtzuerhalten. Er ist Leadsänger und spielt Dudelsack-Akkordeon (hergestellt aus einem Trichter, einem Kühler und einem Airbag) und gelegentlich die Bettfeder.
- James „Mushmouth“ Mush (Stimme: Bill Cosby) ist ein Einfaltspinsel mit schmalem Kiefer und dicken Lippen. Er trägt immer eine rote Strickmütze und einen blauen Schal. Außerdem spricht er in der Spielsprache Ubbi Dubbi, welche sich ähnlich anhört, wie bei einer Überdosis Procain, welche Cosby 1983 in seinem Film Bill Cosby: Himself aufgreift. In der Band spielt er eine selbstgebaute Bassgitarre.
- „Dumb“ Donald Parker (Stimme: Lou Scheimer) ist schlaksig und schwachsinnig und Rudys bester Freund. Er trägt stets ein grünes Jersey, das drei Größen zu groß ist und ein rosa Mütze, die sein Gesicht bis auf Augen und Mund bedeckt. In der Band spielt er eine Posaune, die aus einem Rohr hergestellt wurde und ein aus einem Phonographen gefertigtes Horn. Im Film nimmt er seine Mütze ab und entdeckt, dass er ein hübsches Gesicht hat.
- William „Bill“ Cosby (Stimme: Bill Cosby) basiert auf Cosby selbst und moderiert die Sendung. Wie die anderen ist er ein guter Sportler. Die meiste Zeit verbringt er damit, seinen kleinen Bruder Russell aus Schwierigkeiten rauszuhalten – meist ohne Erfolg. Wie Fat Albert ist er eher vernünftig, manchmal jedoch auch etwas störrisch. In der Band spielt er ein selbstgebautes Schlagzeug aus einem Mülleimer mit Fußpedal und Löffeln als Sticks.
- Russell Cosby (Stimme: Jan Crawford) ist Bills jüngerer Bruder (basierend auf Bill Cosbys echtem Bruder) und der kleinste in der Bande. Er trägt stets eine schwere, blaue Jacke, einen gelben Schal, rote Stiefel und wetterunabhängig eine dunkelblaue Uschanka. Russell macht oft abfällige Bemerkungen und stumpfe Beobachtungen, was seinem Bruder missfällt. Er kritisiert häufig Rudy und hebt seine härtesten Beleidigungen für sie auf. Sein Schlagwort lautet „keine Klasse.“ In der Band spielt er ein aus leeren Dosen und einer weggeworfenen Garderobe gefertigtes Xylophon.
- Weird Harold Simmons  (Stimme: Gerald Edwards) ist ein großes, dünnes und ungeschicktes Kind und trägt immer einen goldenen Blazer, an einem Fuß eine braune und an dem anderen eine rote Socke. In der Band spielt er eine Harfe aus Bettfedern und gelegentlich eine „Schneiderpuppe“ im Bereich Perkussion. In der Verfilmung heißt er „Old Weird Harold“.
- Rudy Davis (Stimme: Eric Suter) ist ein modisch gekleideter, übermütiger Straßenhändler, dessen besserwisserische Art ihn oft in Schwierigkeiten bringt. Er ist Dumb Donalds bester Freund. Rudys Übermut und sein abweisendes Auftreten sind oft Auslöser von Konflikten. Eigentlich hat er jedoch ein gutes Herz und lernt aus seinen Fehlern. Er spielt in der Band ein improvisiertes Banjo aus einem Besenstiel und einer Nähgarnspule. Außerhalb der Band spielt er eine E-Gitarre (mit einem großen „R“ personalisiert). Außerdem trägt er stets eine orange Schiebermütze, eine pinke Weste, einen rosa Rollkragenpullover, lila Jeans mit Schlag und Stiefel. In dem Film ist seine Persönlichkeit anders und er wird als freundlicher Gentleman dargestellt, der sich in die weibliche Hauptfigur Doris (Kyla Pratt) verliebt.
- Bucky Miller (Stimme: Jan Crawford) hat, wie sein Name andeutet, einen starken Überbiss. Er ist schnell und athletisch und spielt eine Ofenrohr-Orgel.

### Andere
- Miss Berry ist die Lehrerin der Kinder. Später wird sie durch Mrs. Breyfogle ersetzt. In den späteren Staffeln besuchen die Kinder eine andere Schule, an der sie von Miss Wucher unterrichtet werden. Alle drei Charaktere werden im Original von Jay Scheimer, der Frau von Lou Scheimer, gesprochen.
- Mudfoot Brown (Stimme: Bill Cosby) ist ein weiser, alter Mann, der arbeitslos und obdachlos ist. Er gibt der Bande häufig Ratschläge und nutzt Paradoxe Intervention, um seine Ansichten zu vermitteln. Außerdem ist er ein guter Geschichtenerzähler. (Im Film taucht er nur zu Beginn und am Ende auf, wird jedoch nicht namentlich genannt; dort wird er von Earl Billings gesprochen.)
- Brown Hornet (Stimme: Bill Cosby) ist die Hauptfigur einer Sendung über einen afroamerikanische Superhelden, die sich die Kinder häufig anschauen. Er ist eine Parodie auf Green Hornet.
  - Stinger (Stimme: Lou Scheimer) ist der bullige Kumpel von Brown Hornet. Hinter seinem schroffen Äußeren verbirgt sich ein sanftes Herz.
  - Tweeterbell (Stimme: Erika Scheimer) ist die Roboterassistentin von Brown Hornet und Stinger.
- Cluck – Eine Ente, die die Bande in den frühen Folgen begleitet, nach der ersten Staffel jedoch nicht mehr auftaucht. (3 Folgen)
- Legal Eagle (Stimme: Lou Scheimer) ist ein Adler, der in einer weiteren Cartoonserie innerhalb der Sendung auftaucht und gegen Verbrecher kämpft.
  - Moe and Gabby (Stimmen: Jan Crawford & Gerald Edwards)  sind zwei faule Eichhörnchen, die als Polizisten mit Legal Eagle zusammenarbeiten.
- Margene (Stimme: Erika Scheimer)  ist Klassenkameradin und gute Freundin von Fat Albert. In einer Folge tritt sie mit ihm zusammen für den Schülerrat an und sticht damit zwei rassistische Kandidaten aus. Sie ist eine gute Schülerin, gerät jedoch gelegentlich an die falschen Leute, wovon sie sich aber stets wieder erholt. In einer Folge wird sie drogensüchtig, in einer anderen gelangt sie unschuldig in einen gewalttätigen Kult.
- 3 River Blockbusters – Die Gegner der Bande und Konkurrenten in Sportarten wie Baseball und American Football. Die Blockbusters gewinnen die Meisterschaft beim Wettbewerb „Buck Buck“ in der Folge „Moving“. Im Original erhalten sie ihre Stimmen unter anderem von Gerald Edwards und Eric Suter. Im Film besteht die Gruppe aus anderen Mitgliedern und hat als Anführer den von Catero Colbert gesprochenen Crips.
- Pee Wee  ist ein kleiner Junge, der Fat Albert und die Bande als Vorbild nimmt. Obwohl er klein ist, macht er beim Football weite Schüsse. Wenn die großen Kinder etwas nicht aus einem kleinen Versteck nehmen können, übernimmt Pee Wee die Aufgabe.

Weitere Figuren erhalten im Original ihre Stimmen von Lou Scheimer, Erika Scheimer, Keith Allen, Lane Vaux, Pepe Brown, Dementra McHenry, Eric Suter und Gerald Edwards.

## Bildungsinhalte und Lieder
Fat Albert war bekannt für seine Bildungsinhalte und brachte Bill Cosby einen Ehrendoktor ein. Am Beginn jeder Sendung warnt er humorvoll:

“This is Bill Cosby comin' at you with (lots of) music and fun, and if you're not careful you may learn something before it's done.

So let's get ready, OK? (Fat Albert voice) Hey, hey, hey!”

„Hier ist Bill Cosby, der mit (viel) Musik und Spaß zu euch kommt und wenn ihr nicht aufpasst, könnt ihr etwas lernen, bevor es vorbei ist.

Also macht euch bereit, OK? (Fat-Albert-Stimme) Hey, hey, hey!“

Während jeder Folge behandeln Fat Albert und seine Freunde ein Problem oder Thema, mit dem Kinder häufig zu tun haben, wie Lampenfieber, die erste Liebe, Operationen oder Hygiene, jedoch auch ernstere Themen wie Vandalismus, Diebstahl, Rassismus, Vergewaltigung, Rauchen, Bauernfängerei, Sexuell übertragbare Erkrankungen, Kindesmisshandlung, Entführung, Drogenkonsum, Waffengewalt und Tod.
Am Ende der Folgen (mit einigen Ausnahmen bei den ernsten Themen) singt die Band ein Lied über das Thema. Diese Sequenz ähnelt Inhalten anderer Sendungen wie der The Archie Show und wurde oft parodiert. Während der Zeit, in der Brown Hornet beziehungsweise Legal Eagle gezeigt wurden, entfielen die Lieder.
Die Serie war einer der langlebigsten Saturday morning cartoons.

## Veränderungen und Umbenennungen
1979 wurde die Sendung in The New Fat Albert Show umbenannt und erhielt die neue Rubrik „The Brown Hornet“ über einen schwarzen Verbrechensbekämpfer im Weltraum,   dessen Aussehen einer Karikatur von Bill Cosby ähnelt, welcher der Figur auch seine Stimme leiht.
1984 wurde die Sendung via Syndication veröffentlicht und in The Adventures of Fat Albert and the Cosby Kids umbenannt. Da dort die Regelungen weniger streng waren, konnte man sich auch mit Themen für ältere Kinder beschäftigen. In einer Folge („Busted“) gerieten die Kinder mit dem Gesetz in Konflikt und erhielten im Stil von Scared Straight! eine Führung durch ein Hochsicherheitsgefängnis; dabei verwenden die Insassen sogar Wörter wie „verdammt“ und „Bastard“ (Cosby erklärte zu Beginn der Folge, dass die Wörter als Teil des Dialogs in der Geschichte verwendet werden, um das Gefängnisleben realistisch darzustellen). In der Folge „Gang Wars“ wird ein Kind erschossen. Die Sendung wurde um die Rubrik „Legal Eagle“ erweitert, in der ein Adler und zwei unbeholfene Eichhörnchen Verbrechen bekämpfen. Die Produktion neuer Folgen wurde 1985 eingestellt.

## Titellied
Das Titellied „Gonna Have a Good Time“, wurde von Ricky Sheldon und Edward Fournier komponiert und von Michael Gray (Vocals), Kim Carnes (Background-Vocals) und Edward Fournier (Background-Vocals) gesungen.
Eine Coverversion von Dig erschien 1995 auf dem von Ralph Sall für MCA Records produzierten Tributealbum Saturday Morning: Cartoons' Greatest Hits. Der Chorus („Na-na-na, gonna have a good time!“) wurde außerdem 1998 von Fatboy Slim für sein Lied Praise You verwendet.

## Rezeption
Fat Albert und die Cosby Kids wurde von IGN als 82-beste Animationsserie bewertet.
Fat Albert und die Cosby Kids wurde 1974 für einen Emmy nominiert. Die Produktion der letzten Staffel überschnitt sich zeitlich mit dem Beginn der Produktion von Bill Cosbys Sitcom Die Bill Cosby Show, deren Erstausstrahlung im Herbst 1984 bei NBC begann.
1993 bewertete das Magazin TV Guide in seiner Ausgabe zu 40 Jahren Fernsehen Fat Albert und die Cosby Kids als beste Cartoonserie der 1970er.
2002 belegte Fat Albert den zwölften Platz auf der Liste der 50 besten Cartooncharaktere aller Zeiten von TV Guide.

## Veröffentlichung

### Fernsehen
Ab 2013 wurde Fat Albert samstagmorgens bei Retro Television Network (RTV), TheCoolTV sowie werktags und am Wochenende bei Bounce TV ausgestrahlt. Werktags war die Sendung auch bei den nicht mehr existierenden Sky-Angel-Sendern Angel Two und Kids & Teens TV sowie bei World Harvest Television zu sehen. Fat Albert war außerdem beim Streamingdienst HallmarkSpiritClips.com verfügbar.
Im Juli 2015 wurde Fat Albert bei Bounce TV aus dem Programm genommen. Zuvor hatte man bereits die Comedysendung Cosby aufgrund der Vergewaltigungsvorwürfe gegen Bill Cosby aus dem Programm gestrichen, wobei unklar war, ob dies auch der Grund für die Absetzung von Fat Albert war. Einige Monate nachdem Wiederholungen von Die Bill Cosby Show im Dezember 2016 wieder ins Programm aufgenommen wurden, wurde im März 2017 auch Fat Albert wieder gesendet, Ende April 2018 jedoch wieder aus dem Programm genommen.
In Deutschland wurde Fat Albert lediglich auf dem Sender Junior ausgestrahlt. Die Erstausstrahlung erfolgte vom 13. November 2001 bis zum 18. April 2002, eine weitere Folge wurde erstmals am 23. November 2004 gesendet. Die 18. Folge der achten Staffel sowie die Specials wurden in Deutschland nicht ausgestrahlt.

### Heimvideo
Bisher wurde Fat Albert und die Cosby Kids in deutscher Sprache weder auf VHS noch auf DVD veröffentlicht, in englischer Sprache wurde die Sendung jedoch bereits mehrfach für den Heimvideomarkt ausgewertet.
Mitte der 1980er veröffentlichte Thorn EMI Video innerhalb ihrer „Children's Matinee“-Reihe von Animationssendungen mehrere Ausgaben von Fat Albert and the Cosby Kids auf VHS, wobei jede Kassette drei Folgen umfasst. Drei weitere Kassetten folgten später bei Video Treasures, inklusive der drei Ferienspecials.
2004 erwarb UrbanWorks Entertainment die Rechte an der Serie und veröffentlichte Fat Albert and the Cosby Kids in zwei Ausgaben mit insgesamt 24 Folgen auf DVD, inklusive aller Specials und des Films. Die erste Ausgabe umfasste zwei DVDs mit den Folgen 1 bis 12 (Erstausstrahlung 9. September bis 25. November 1972) und eine CD mit dem Eröffnungs- und Schlusstitel und je einem Lied aus jeder der zwölf Folgen. Ausgabe 2 umfasst auf zwei DVDs die Folgen 13 bis 24 (Erstausstrahlung 2. Dezember 1972 bis 13. September 1975) sowie auf einer CD aus jeder Folge ein Lied und erneut den Eröffnungs- und Schlusstitel. Außerdem wurde eine vier DVDs umfassende Box mit 20 ungekürzten Folgen und den „fünf besten Folgen“ über Ventura Distribution veröffentlicht.
2008 erwarb Classic Media die Rechte und gab bekannt, die gesamte Serie auf DVD veröffentlichen zu wollen. Tatsächlich wurden jedoch lediglich The Fat Albert Halloween Special und The Fat Albert Easter Special über Genius Products herausgebracht.
Am 6. April 2012 gab Shout! Factory bekannt, die Rechte (als Lizenz von Classic Media) erworben zu haben und die gesamte Serie auf einer DVD-Box veröffentlichen zu wollen. Das Set erschien am 25. Juni 2013.
Am 4. September 2012 veröffentlichte Classic Media erneut die drei Ferienspecials auf der DVD The Hey Hey Hey Holiday Collection.

## Adaption
Bei Gold Key erschien eine Comic-Adaption von Fat Albert, die 29 Ausgaben umfasst, welche zwischen 1974 und 1979 veröffentlicht wurden.

## Film
Im Jahr 2004 veröffentlichte 20th Century Fox eine Verfilmung der Serie unter dem Titel Fat Albert. Der Film war mit Kenan Thompson als Fat Albert, Kyla Pratt und Bill Cosby besetzt. In dieser Fortsetzung der Serie springen Fat Albert und die Jungs in die echte Welt, um dem Mädchen Doris (Kyla Pratt) dabei zu helfen, ihre sozialen Ängste zu überwinden. Den Jungs gefällt es in der realen Welt, jedoch wird Fat Albert von ihrem Schöpfer, Bill Cosby darüber informiert, dass sie zu Zelluloidstaub zerfallen werden, wenn sie nicht sofort in die Fernsehwelt zurückkehren.